# François Cassard
François Cassard, né au château du Fayet dans la vallée du Grésivaudan (Dauphiné), et mort le 7 août 1237 à Lyon, est un cardinal français de l'Église catholique du XIIIe siècle, créé par le pape Grégoire IX.

## Biographie
François Cassard est élu archevêque de Tours en 1227 et y reste jusqu'à 1228. Le pape Grégoire IX le crée cardinal lors du consistoire de 1237. 